# 東経91度線
東経91度線（とうけい91どせん）は、本初子午線面から東へ91度の角度を成す経線である。北極点から北極海、アジア、インド洋、南極海、南極大陸を通過して南極点までを結ぶ。
東経91度線は、西経89度線と共に大円を形成する。

## 通過する地域一覧
東経91度線は、北極点から南極点まで南に向かって以下の場所を通っている。
| 地理座標                                             | 国土・領土・領海 | 備考 |
| ---------------------------------------------------- | ---------------- | --- |
| 北緯90度0分 東経91度0分 / 北緯90.000度 東経91.000度  | 北極海           | |
| 北緯81度13分 東経91度0分 / 北緯81.217度 東経91.000度 | ロシア           | シュミット島（セヴェルナヤ・ゼムリャ諸島）                                                                        |
| 北緯81度2分 東経91度0分 / 北緯81.033度 東経91.000度  | カラ海           | ピオネール島（ ロシア・セヴェルナヤ・ゼムリャ諸島）のすぐ西を通過                                                 |
| 北緯79度34分 東経91度0分 / 北緯79.567度 東経91.000度 | ロシア           | セドフ群島（セヴェルナヤ・ゼムリャ諸島）                                                                          |
| 北緯79度32分 東経91度0分 / 北緯79.533度 東経91.000度 | カラ海           | キーロフ島（英語版）（ ロシア）のすぐ東を通過                                                                     |
| 北緯75度36分 東経91度0分 / 北緯75.600度 東経91.000度 | ロシア           | |
| 北緯50度28分 東経91度0分 / 北緯50.467度 東経91.000度 | モンゴル         | |
| 北緯46度46分 東経91度0分 / 北緯46.767度 東経91.000度 | 中華人民共和国   | 新疆ウイグル自治区                                                                                                |
| 北緯46度25分 東経91度0分 / 北緯46.417度 東経91.000度 | モンゴル         | |
| 北緯46度8分 東経91度0分 / 北緯46.133度 東経91.000度  | 中華人民共和国   | 新疆ウイグル自治区 - 約16km                                                                                       |
| 北緯46度0分 東経91度0分 / 北緯46.000度 東経91.000度  | モンゴル         | |
| 北緯45度12分 東経91度0分 / 北緯45.200度 東経91.000度 | 中華人民共和国   | 新疆ウイグル自治区 青海省 新疆ウイグル自治区 青海省 新疆ウイグル自治区 青海省 チベット自治区 – ラサのすぐ西を通過 |
| 北緯28度0分 東経91度0分 / 北緯28.000度 東経91.000度  | ブータン         | |
| 北緯26度47分 東経91度0分 / 北緯26.783度 東経91.000度 | インド           | アッサム州 メーガーラヤ州                                                                                         |
| 北緯25度11分 東経91度0分 / 北緯25.183度 東経91.000度 | バングラデシュ   | 本土、ガンジス川デルタ（英語版）                                                                                  |
| 北緯22度14分 東経91度0分 / 北緯22.233度 東経91.000度 | インド洋         | |
| 南緯60度0分 東経91度0分 / 南緯60.000度 東経91.000度  | 南極海           | |
| 南緯66度37分 東経91度0分 / 南緯66.617度 東経91.000度 | 南極大陸         | オーストラリア南極領土（ オーストラリアが領有権主張）                                                             |